# Coucou à éventail
Pour les articles homonymes, voir Éventail (homonymie).
Cacomantis flabelliformis
Espèce
Statut de conservation UICN

 LC  : Préoccupation mineure
Le Coucou à éventail (Cacomantis flabelliformis) est une espèce d'oiseaux de la famille des Cuculidae.

## Reproduction

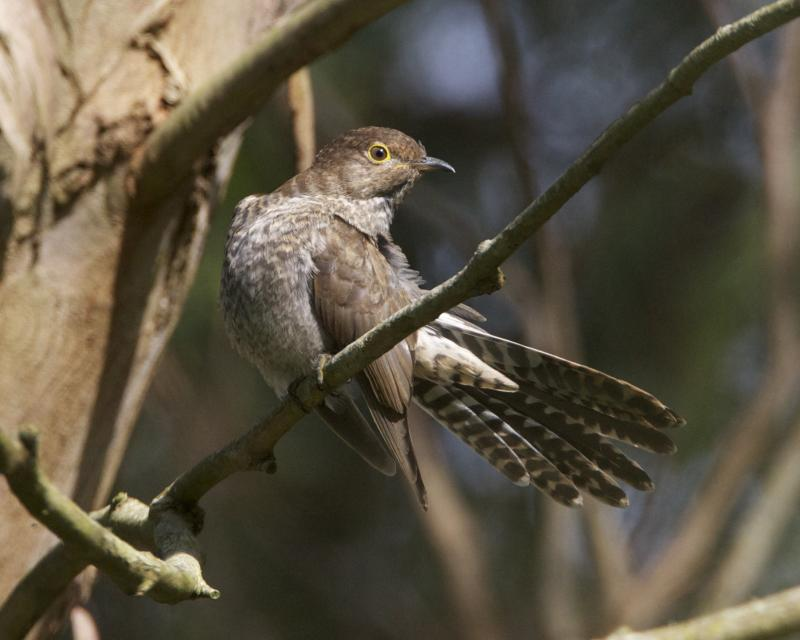
Un juvénile déployant l'éventail de la queue.

En Australie, l'espèce niche de janvier à juillet. La femelle dépose un œuf mauve, tacheté de blanc, rouge et/ou brun dans le nid d'autres oiseaux comme le Mérion élégant ou les acanthizes. Il préfère généralement les nids en forme de dôme.

## Alimentation
En Australie, il mange une grande variété d'insectes et leurs larves, des fruits et des légumes, de petits reptiles, mammifères et oiseaux, surtout sous forme de poussins.

## Habitat
Il habite les forêts tempérées, tropicales ou subtropicales, les mangroves, les forêts  subtropicales ou tropicales humides de l'étage montagnard, les champs, les vergers et les jardins. La population australienne va de Cape York dans le Queensland jusqu'à Shark Bay en Australie-Occidentale en passant par le sud. Le long de la côte ouest, son aire de répartition ne s'étend pas à plus de 1000 km à l'intérieur des terres. En Australie-Méridionale, il vit uniquement le long de la côte, sauf dans le sud-est dans la région de Mount Gambier et de la péninsule d'Eyre. Il habite également la Tasmanie.

## Répartition et sous-espèces
Selon la classification de référence du Congrès ornithologique international (15.1, 2025) il se répartit en six sous-espèces (ordre phylogénique) :
- C. f. excitus (Rothschild & Hartert, 1907) — monts de Nouvelle-Guinée ;
- C. f. flabelliformis (Latham, 1802) — sud/est de l'Australie ;
- C. f. pyrrophanus (Vieillot, 1817) — Nouvelle-Calédonie[2] ;
- C. f. meeki (Rothschild & Hartert, 1902) — îles Salomon ;
- C. f. schistaceigularis (Sharpe, 1900) — Vanuatu ;
- C. f. simus (Peale, 1848) — Fidji.

Les sous-espèces insulaires ont un plumage plus foncé.